# Волфганг Фишер
Волфганг Фишер (на немски: Wolfgang Fischer) е германски офицер, който служи по време на Първата и Втората световна война.

## Живот и кариера
Волфганг Фишер е роден на 11 декември 1888 г. в Каролат, Германска империя.
Присъединява се към армията и през 1910 г. става офицерски кадет от пехотата. Участва в Първата световна война и се издига до звание хауптман. След войната се присъединява към Райхсвера, където служи в пехотата.
В началото на Втората световна война поема и командва успешно 69-и пехотен полк. На 27 октомври същата година поема 10-а стрелкова бригада, а след това 10-а танкова дивизия. Ръководи последната до смъртта си на 1 февруари 1943 г., когато попада в зле означено италианско минно поле.

## Дати на произвеждане в звание
- Оберст – 1 август 1937 г.
- Генерал-майор – 1 август 1941 г.
- Генерал-лейтенант – 1 ноември 1942 г.
- Генерал от танковите войски (посмъртно) – 1 април 1943 г.

## Награди
- Рицарски кръст – 3 юни 1940 г.
- Рицарски кръст с дъбови листа, 152-ри награден – 9 декември 1942 г.
- Германски кръст, златен – 22 април 1942 г.